# Maryam Namazie
Maryam Namazie (en persa: مریم نمازی‎; nacido en 1966) es una británica-iraní secularista, comunista y activista de derechos humanos, comentarista y locutora.

## Trayectoria
La mayor parte de su trabajo inicial se centró en los derechos de los refugiados, especialmente en Sudán,Turquía e Irán, y ha hecho campaña activamente contra la ley sharia. Namazie se hizo conocida a mediados de la década de 2000 por sus posiciones a favor del secularismo y su crítica al trato de las mujeres bajo los regímenes islámicos. En 2015, sus conferencias fueron rechazadas por grupos que la etiquetaron como demasiado provocativa.
Maryam Namazie nació en Teherán de Hushang y Mary Namazie, pero se fue con su familia en 1980 después de la revolución de 1979 en Irán. Posteriormente ha vivido en la India, el Reino Unido y los Estados Unidos, donde comenzó su universidad a la edad de 17 años.

### Trabajo con refugiados
Maryam Namazie primero trabajó con refugiados etíopes en Sudán. Tras un golpe militar de 1989 cuando se instituyó la ley islámica en Sudán, su organización clandestina de defensa de los derechos humanos, Derechos Humanos sin Fronteras, fue descubierta y fue amenazada por la seguridad sudanesa y tuvo que abandonar el país. De vuelta en los Estados Unidos en 1990, se convirtió en la fundadora del Comité para la Asistencia Humanitaria a los Refugiados Iraníes (CHAIR).
En 1994 trabajó con refugiados iraníes en Turquía y produjo una película sobre su situación. Maryam Namazie  fue elegida Directora Ejecutiva de la Federación Internacional de Refugiados Iraníes con sucursales en más de veinte países.
Además ha liderado varias campañas, especialmente contra las violaciones de los derechos humanos de los refugiados en Turquía. Maryam Namazie también ha transmitido programas a través de televisión satelital en inglés: TV International.

### Laicismo
Maryam Namazie no ha limitado su activismo por el laicismo a su país de nacimiento también ha hecho campaña a nivel internacional, incluso en Canadá o Gran Bretaña, donde vive actualmente. En numerosos artículos y declaraciones públicas ha cuestionado el relativismo cultural y el islamismo político. Estas actividades fueron reconocidas por la National Secular Society con el premio Secularist of the Year 2005, convirtiendo a Namazie en su primer ganador.
Durante los disturbios de las caricaturas danesas, fue una de los doce firmantes del Manifiesto: Juntos frente al nuevo totalitarismo junto con Ayaan Hirsi Ali, Chahla Chafiq, Caroline Fourest, Bernard-Henri Lévy, Irshad Manji, Mehdi Mozaffari, Taslima Nasreen, Salman Rushdie, Antoine Sfeir, Philippe Val e Ibn Warraq. El manifiesto comienza así: "Después de haber superado el fascismo, el nazismo y el estalinismo, el mundo se enfrenta ahora a una nueva amenaza global totalitaria: el islamismo". Maryam Namazie dijo en una entrevista de 2006 que la respuesta del público "ha sido abrumadora. Muchos sienten que tal manifiesto es extremadamente oportuno, mientras que, por supuesto, existe el habitual correo de odio de los islamistas".
Maryam Namazie ha denunciado la discriminación que tienen que soportar las mujeres bajo el régimen islámico: 

"Por el hecho mismo de que eres una ciudadana de segunda clase, incluso tu testimonio vale legalmente la mitad que el de un hombre, obtienes la mitad de lo que recibe un niño en herencia si tú eres una chica. Tienes que llevar velo si eres una niña o una mujer, y hay ciertos campos de la educación o el trabajo que están cerrados para ti porque se te considera emocional".

Compara la situación de las mujeres bajo los regímenes islámicos actuales con las desigualdades sociales bajo el apartheid en Sudáfrica, y cita como ejemplos la existencia de entradas separadas para mujeres en las oficinas gubernamentales y la separación de hombres y mujeres en las áreas de baño en el Mar Caspio por una cortina. 
Después de que Mina Ahadi lanzara el Consejo Central de Ex-Musulmanes en Alemania en enero de 2007, Maryam Namazie se convirtió en cofundadora del Consejo de Ex-Musulmanes de Gran Bretaña (CEMB) en junio y participó en la fundación de la rama holandesa en septiembre: el Comité Central de Ex-Musulmanes, una iniciativa de Ehsan Jami. Los representantes de los tres consejos ex-musulmanes firmaron una "Declaración Europea de Tolerancia". La eurodiputada Sophie in 't Veld ha descrito el surgimiento de organizaciones exmusulmanas como un "nuevo Renacimiento "; La propia Namazie comparó la ruptura de los tabúes y la "salida del armario" de los apóstatas musulmanes con la emancipación de los homosexuales.
En febrero de 2008, Namazie y Ahadi fueron seleccionadas entre las 45 mejores "Mujeres del año 2007" por Elle Quebec por su papel en la fundación de los consejos ex-musulmanes.  Aunque el Comité holandés de exmusulmanes se disolvió en 2008, sus homólogos británico y alemán se reforzaron con una rama francesa: por iniciativa de Waleed Al-Husseini, el 6 de julio de 2013 se fundó el Consejo de exmusulmanes de Francia, en el que Namazie estuvo nuevamente involucrada. 
Maryam Namazie fue nombrada en Victims of Intimidation:Freedom of Speech within Europe's Muslim Communities, un informe de finales de 2008 sobre 27 figuras públicas europeas con antecedentes islámicos que se han convertido en el foco de atención terrorista sobre la base de lo que han dicho sobre temas como el Islam, homosexualidad o experiencia religiosa.
Desde 1982, existe un Consejo Islámico de la Sharia en el Reino Unido, y los tribunales islámicos de la sharia pueden fallar en asuntos familiares (matrimonio, divorcio, herencia, custodia de los hijos) de acuerdo con la Ley de Arbitraje de 1996. Maryam Namazie hace campaña contra estos problemas bajo el nombre Una ley para todos. Considera que la sharia es discriminatoria e injusta, especialmente contra las mujeres y los niños:

"Los derechos y la justicia están destinados a las personas, no a las religiones y culturas", dijo Namazie.

La acción se lanzó el 10 de diciembre de 2008 durante el 60 aniversario de la Declaración Universal de los Derechos Humanos.
Maryam Namazie también se ha pronunciado en contra del relativismo cultural en lo que respecta a los derechos humanos y la igualdad, denunciando que el relativismo cultural ignora las violaciones de los derechos humanos y la opresión de las mujeres en países gobernados por islamistas, bajo la excusa de que estas acciones son parte de la cultura de la países donde se producen. También ha señalado que cree que los mayores opositores a la sharia y al islamismo son precisamente las personas que han vivido bajo su dominio, y que nadie debería tener menos derechos por haber nacido en el lugar donde nació.
El 15 de septiembre de 2010, Namazie, junto con otras 54 figuras públicas, firmaron una carta abierta publicada en The Guardian, declarando su oposición a la visita de estado del Papa Benedicto XVI al Reino Unido.
Maryam Namazie fue la oradora principal en la Convención Mundial Atea 2011 en Dublín, donde afirmó que actualmente hay una "Inquisición Islámica" en marcha; que etiquetar a personas y países como 'islámicos' o 'musulmanes' ante todo niega la diversidad de individuos y sociedades y da a los islamistas más influencia; que los derechos humanos no son 'occidentales' sino universales; y que la palabra "islamofobia" es incorrecta porque no es una forma de racismo, porque el miedo al Islam y la oposición contra él no es infundado, sino incluso necesario. Un discurso similar que pronunció en Salt Lake City en la Convención Nacional de Ateos Estadounidenses de 2014 se opuso al uso del velo.
Tras el gesto de la bloguera egipcia Aliaa Magda Elmahdy, que publicó fotos de sí misma desnuda para provocar a los islamistas, Namazie lanzó un calendario con fotos de activistas desnudas en febrero de 2012, entre otras la ucraniana Alena Magela del grupo FEMEN. Namazie dijo: "Los islamistas y la derecha religiosa están obsesionados con los cuerpos de las mujeres. Quieren silenciarnos, hacernos ir velados y encadenados por la vida. La desnudez rompe tabúes y es un importante medio de resistencia". Llamó al acto de Elmahdy "un grito contra el islamismo" y "el último acto de rebelión". Namazie destaca la diferencia entre los musulmanes por un lado, creyentes como cualquier otro, y los islamistas por otro, que son peligrosos porque forman movimientos políticos represivos que han tomado el poder en algunos países. Ella argumenta que todos los movimientos de derecha religiosa son fundamentalmente iguales.
Maryam Namazie también fue la portavoz de Fitnah-Movimiento para la Liberación de la Mujer, un movimiento de protesta que, según su sitio web, "exige libertad, igualdad y secularismo y pide el fin de las leyes y costumbres culturales, religiosas y morales misóginas". velo obligatorio, apartheid sexual, tráfico sexual y violencia contra la mujer". Según Namazie, el nombre del movimiento proviene de un hadiz, o dicho del profeta islámico Mahoma, que en su opinión retrata a las mujeres como una fuente de daño y aflicción. Ella explica que aunque el término generalmente se percibe como negativo, el hecho de que las mujeres llamadas fitnah sean aquellas que "son desobedientes, que transgreden las normas, que se niegan, que resisten, que se rebelan, que no se someten" hace que sea adecuado para un movimiento de liberación de la mujer. Ha explicado que la creación del movimiento fue provocada por movimientos y revoluciones contemporáneas en todo el mundo, especialmente en Medio Oriente y el norte de África, aunque enfatiza que Fitnah tiene relevancia global.
En septiembre de 2015, el sindicato de estudiantes de la Universidad de Warwick le prohibió brevemente participar en una próxima charla en el campus organizada por Warwick Atheists, Secularists and Humanists' Society por temor a que pudiera "incitar al odio" hacia los estudiantes musulmanes de la universidad. En una entrevista con Simon Gilbert ' Coventry Telegraph, se le citó diciendo: "Me enoja que todos estemos en una pequeña caja y que cualquiera que critique el Islam sea etiquetado como racista. No es racista, es un derecho fundamental. El movimiento islámico es un movimiento que masacra a la gente en el Medio Oriente y África. Es importante que hablemos de ello y lo critiquemos". La prohibición se levantó después de unos días. 
En diciembre de 2015, dio una charla sobre la blasfemia en la Universidad Goldsmiths de Londres, patrocinada por la sociedad atea, secularista y humanista de la universidad. Durante su charla, los miembros de la Sociedad Islámica de la universidad causaron una interrupción al abuchear y apagar su presentación de PowerPoint cuando Namazie mostró una caricatura de la serie Jesús y Mo. Se alega que algunos de los estudiantes emitieron amenazas. En respuesta al incidente, la Sociedad Feminista de la universidad emitió un comunicado en Tumblr, expresando su apoyo a la Sociedad Islámica y condenando a la Sociedad Atea, Secularista y Humanista por acoger a "islamófobos conocidos" para hablar en la universidad. 
Maryam Namazie es la portavoz de One Law for All y del Consejo de Ex-Musulmanes de Gran Bretaña. Es asociada honoraria de la Sociedad Nacional Secular, y patrocinadora de Pink Triangle Trust. También participa en el Comité Internacional contra la Lapidación. En el pasado, fue portavoz de Solidaridad con Irán, y de Equal Rights Now- Organización contra la discriminación de las mujeres en Irán, que busca defender los derechos de las mujeres y la lucha contra el apartheid sexual en Irán.

### Política

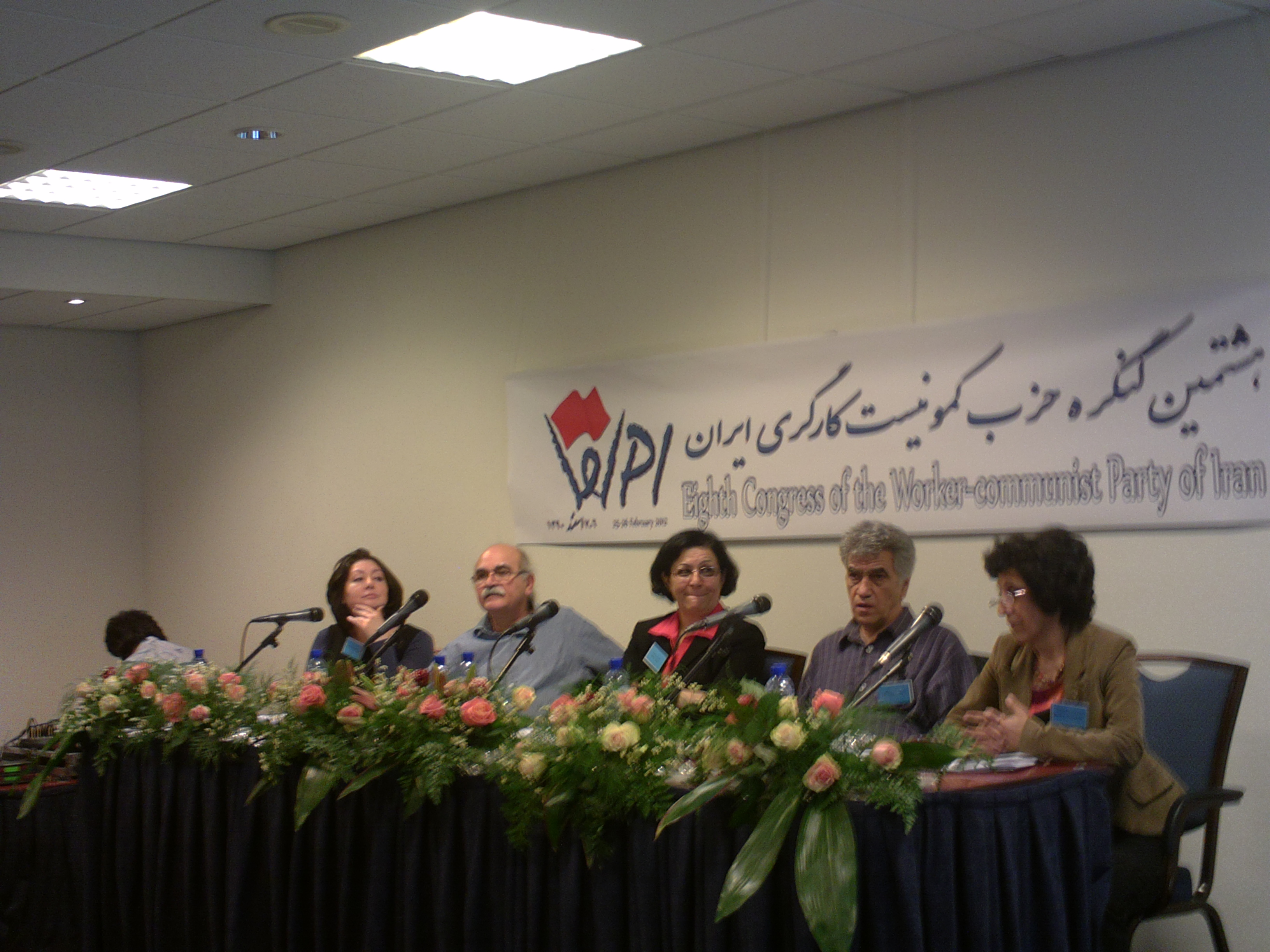
Namazie en el octavo Congreso WPI

Maryam Namazie solía ser miembro del Comité Central del Partido Comunista de los Trabajadores de Irán, como editora de la Revista Comunista de los Trabajadores. Abogó por ideas inspiradas en el comunismo obrero, especialmente las del teórico iraní Mansoor Hekmat. Maryam Namazie y Fariborz Pooya renunciaron a ser miembros del Partido Comunista de los Trabajadores de Irán el 1 de enero de 2009. El secretario del Comité Central, Hamid Taqvaie, aceptó con pesar su renuncia y dijo que el partido continuará apoyando sus actividades sociales y campañas contra el Islam político, y expresó su esperanza de que Namazie y Pooya continuasen trabajando en el programa Pan y Rosas.
Maryam Namazie se distancia fuertemente de los grupos antiislámicos de extrema derecha, a quienes no considera aliados, sino también enemigos.
En  2011 en la Conferencia Mundial de Ateo en Dublín, refiriéndose a la extrema derecha, dijo que son como los islamistas y que los musulmanes necesitan la misma protección ante la ley, mientras subrayó la necesidad de poder criticar la religión. Condenó enérgicamente a los movimientos de extrema derecha tras los ataques terroristas contra mezquitas en Christchurch, Nueva Zelanda, que se cobraron la vida de 50 víctimas, afirmando que  apoyan a los musulmanes de todo el mundo que se enfrentan a la discriminación, la violencia y el terror.

## Obras
- Maryam Namazie, Sharia Law in Britain: A Threat to One Law for All and Equal Rights Archived. (2010). Una ley para todos.[4]
- Adam Barnett y Maryam Namazie, Enemies Not Allies: The Far-Right Archived. (2011).Una ley para todos.
- Maryam Namazie, Nahla Mahmoud, Atoosa Khatiri ea, Estado político y legal de los apóstatas en el Islam Archived.(2013). Consejo de Ex-Musulmanes de Gran Bretaña.

### Documentales
Namazie aparece en los siguientes documentales:
- Among Nonbelievers (2015), dirigida por Dorothée Forma, producida por HUMAN
- Islam's Non-Believers (2016), dirigida por Deeyah Khan, producida por Fuuse